# El Hadji Ousseynou Diouf
El Hadji Ousseynou Diouf (15 de gener de 1981) és un exfutbolista senegalès.
La seva trajectòria ha transcorregut entre les lligues francesa i anglesa. Començà al Sochaux-Montbéliard, jugant més tard al Rennes i al RC Lens. L'any 2002, després de la seva brillant actuació a la Copa del Món del mateix any, fou traspassat al Liverpool FC per un total de £10 milions. No va fer una bona campanya al club i fou cedit al Bolton Wanderers FC, jugant més tard a Sunderland AFC i Blackburn Rovers FC.
Amb la selecció del Senegal disputà el Mundial de 2002 i la Copa d'Àfrica de 2004, 2006 i 2008. Fou nomenat futbolista africà de l'any les edicions de 2001 i 2002. També fou inclòs el 2004 a la llista FIFA 100, escollit per Pelé com un dels 125 futbolistes vius més importants.